# Vennesla
Vennesla er en indlandskommune i Agder fylke i Norge. Den grænser til Kristiansand i syd, Songdalen og Marnardal i vest, Evje og Hornnes i nord og Iveland og Birkenes i øst.

## Befolkning
Vennesla kommune havde i 2019 14.630 indbyggere, hvoraf 76 % er bosat i kommunens to byer , Vennesla og Skarpengland. Vennesla, kommunens administrationscentrum, havde pr. 1. januar 2004 10.985 indbyggere, og er dermed den næststørste by i Vest-Agder, og den tredjestørste på Sørlandet, efter Kristiansand og Arendal. Skarpengland havde på samme tidspunkt 465 indbyggere.
Indbyggertallet i kommunen voksede stærkt i årene efter 1. verdenskrig fordi kommunens industrivirksomheder havde et stort behov for arbejdskraft. I de senere år er væksten aftaget. I perioden 1995-2005 voksede folkemængden med 6,0 %.

## Historie
Vennesla blev «storkommune» i 1964 da de tre kommuner Vennesla, Hægeland og Øvrebø blev slået sammen til én. Denne sammenlægning er i kommunevåbenet symboliseret med en guldfarvet krone over det oprinnelige våbenskjold.

## Erhvervsliv
Elven Otra som løber gennem Vennesla, har givet naturlige forudsætninger for en række industrivirksomheder i kommunen. Nogle var oprindelig baseret på tømmeret, som blev flådet på elven, andre på elektrisk kraft. Hovederhvervene i kommunen er skovbrug og industri. 77% af arealet er dækket af skov.

## Kommunikation
Vennesla har to jernbanestationer på Sørlandsbanen. Vennesla Station på Vikeland har fortsat togstop med afgange til og fra Stavanger, Kristiansand, Arendal og Oslo, men stationen er ubetjent. Den nu nedlagte Grovane Station (udgangsstation for den nedlagte Setesdalsbanen, nu museumsjernbane) ligger ca. 2 km nord for kommunecenteret. Stationene blev oprindelig bygget til Setesdalsbanen og stod færdige i 1895. Vennesla Station ligger 350,1 km fra Oslo V.
Rigsvej 9 (Setesdalsvejen) som forbinder Kristiansand med Setesdal går gennem kommunen.
Den smalsporede museumsjernbane Setesdalsbanen er en turistattrakton i Vennesla. Der køres ordinære tog og chartertog på det gamle spor fra Grovane til Røyknes Station fra april til december.